# 陳九成 (嘉靖進士)
陈九成（1482年—？年），字大韶，江西广信府玉山縣人，明朝政治人物。

## 生平
治《書經》，正德五年（1510年）由國子生中式庚午科江西鄉試第三十六名舉人，嘉靖二年（1523年）登癸未科會試第六十九名，第二甲第三十五名進士。

## 家族
曾祖陈俊。祖父陈景荣。父陈龙，训导。母汪氏。具庆下。
行二十一，兄端阳、白阳、弟三阳、畎、九經。